# Irina Gabaszwili
Irina Gabaszwili (ur. 15 sierpnia 1960 w Tbilisi, zm. 23 marca 2009) – gruzińska gimnastyczka.

## Życiorys
Gabaszwili zaczęła trenować gimnastykę pod okiem Nelli Saladze w wieku 10. lat.
Na Mistrzostwach Świata 1979 w Londynie wywalczyła złoto i brąz.
Gabaszwili była szkolona w Stanach Zjednoczonych od 2000 roku i została trenerką w Westside Gimnastyka Akademii wraz z Wuling Stephenson i Bettina Megowan w Portland, Oregon. Była także obywatelką USA.
Była żoną Siergieja Majewskiego i miała z nim syna, Dmitrija.

## Śmierć
U Gabaszwili został zdiagnozowany rak piersi w 2004 roku, przechodziła chemioterapię, ale ostatecznie nie zwalczyła choroby. Zmarła 23 marca 2009 r.